# 巴爾寧六世

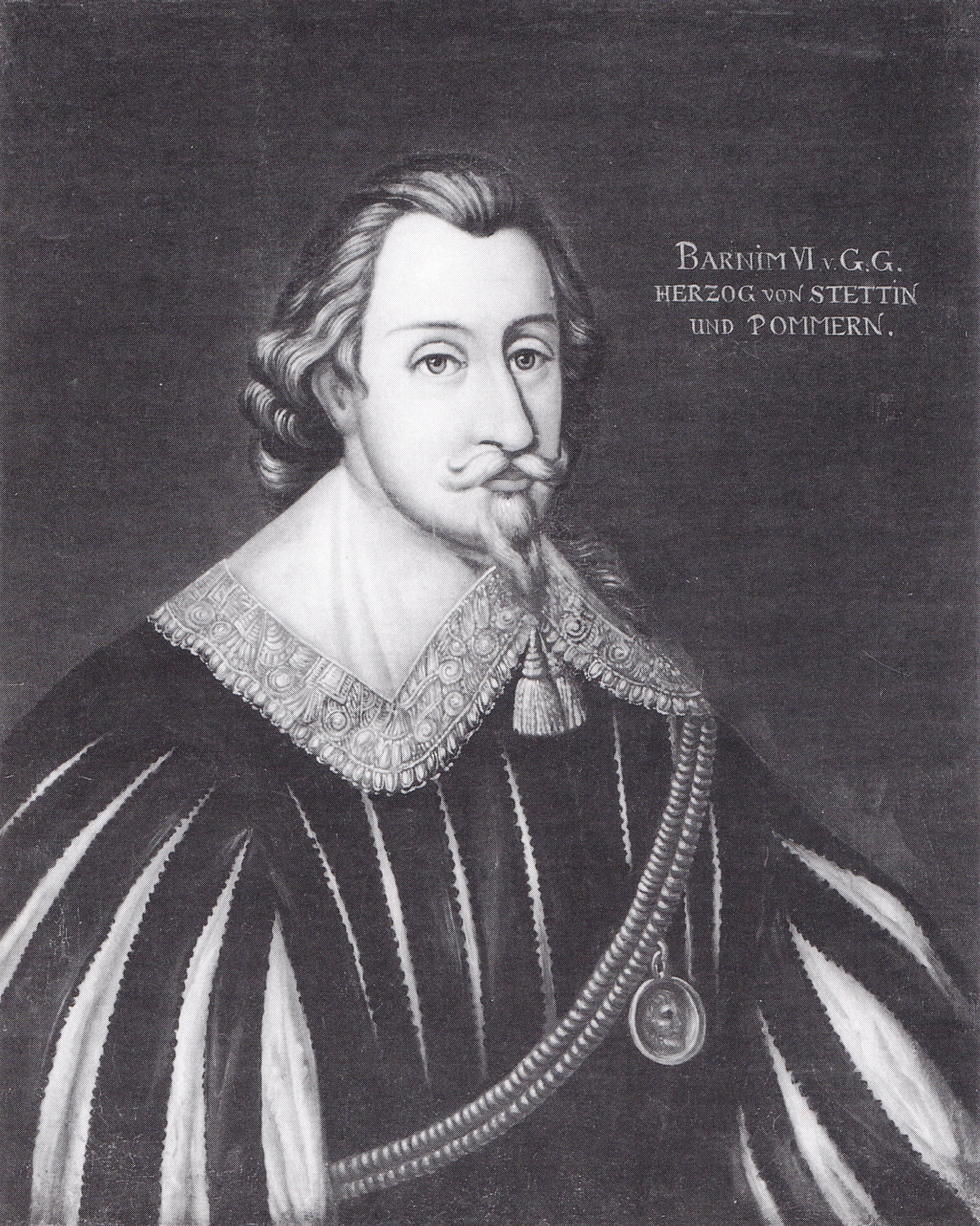
巴爾寧六世

巴爾寧六世（波蘭語：Barnim VI，約1365年—1405年9月22日），波美拉尼亞公爵，瓦季斯瓦夫六世的長子。

## 家庭
巴爾寧六世的妻子是霍亨索倫的薇洛妮卡（Veronika von Hohenzollern），兩人共有兩個兒子：
1. 巴爾寧（英语：Barnim VII, Duke of Pomerania）（1390年—1450年）
2. 瓦季斯瓦夫（1400年—1457年）